# 李酌
李酌（1968年4月29日—），四川巴中人，汉族，中华人民共和国政治人物、第十一届全国人民代表大会四川地区代表。
毕业于成都体育学院体育教育专业，是中共党员。2005年10月任四川省仁寿县委副书记、县长。2008年起担任全国人大代表。2009年8月，任仁寿县委书记；2014年3月，任四川省委宣传部副部长；2018年11月，任四川省广播电视局局长、省委宣传部副部长；2021年2月，任中共雅安市委书记。2023年7月，跨省出任河南省人民政府副省长。